# Galina Strutinska
Galina Nikołajewna Strutinska, ros. Галина Николаевна Струтинская (ur. 1 lipca 1957 w Konotopie) – rosyjska szachistka i sędzia szachowy (International Arbiter od 2009), arcymistrzyni od 2011 roku.

## Kariera szachowa
Największe sukcesy w karierze odniosła w kategorii "weteranek" (szachistek powyżej 50. roku życia), trzykrotnie zdobywając medale mistrzostw świata (dwa złote – Opatija 2011, Kamena Wurla 2012; srebrny – Bad Zwischenahn 2008) oraz również trzykrotnie – mistrzostw Europy (trzy srebrne – Courmayeur 2011, Kowno 2012, Płowdiw 2013). Za zdobycie tytułu mistrzyni świata w 2011 r. Międzynarodowa Federacja Szachowa przyznała jej tytuł arcymistrzyni.
Najwyższy ranking w dotychczasowej karierze osiągnęła 1 lipca 2001 r., z wynikiem 2361 punktów zajmowała wówczas 69. miejsce na światowej liście FIDE, jednocześnie zajmując 11. miejsce wśród rosyjskich szachistek.
Sędziowała m.in. finał indywidualnych mistrzostw Rosji kobiet (Moskwa 2008) oraz – jako sędzia rundowy – w mistrzostwach świata kobiet (Nalczyk 2008).